# 링키 히지카타
링키 히지카타(Rinky Hijikata, 2001년 2월 23일 ~ )은 일본계 오스트레일리아의 테니스 선수이다.

## 경력
2023년 호주 오픈 남자 복식에서 우승하였다. 그해 US 오픈 단식에서는 4라운드까지 진출하였다. ATP 500 투어인 일본 오픈에서도 남자 복식 우승하였다.